# Lijst van burgemeesters van Ichtegem tot 1976
Dit is een lijst van burgemeesters van Ichtegem, een voormalige gemeente in de Belgische provincie West-Vlaanderen, tot aan de gemeentelijke fusie van 1976, toen Ichtegem (zonder Wijnendale) met Bekegem en Eernegem de nieuwe gemeente Ichtegem vormde.
- 1796-1799 : Pieter Vermeersch (agent municipal)
- 1799-1799 : Joannes Claeys (agent municipal)
- 1799-1803 : Melchior Decock (maire)
- 1803-1803 : Joannes Farazijn (maire)
- 1803-1804 : Pieter Hallevoet (maire)
- 1804-1808 : C. Steen (maire)
- 1808-1814 : Ludovicus Ricour (maire)
- 1814-1834 : Ludovicus Ricour
- 1834-1858 : Pieter Van Sieleghem
- 1858-1872 : Henri Jonckheere
- 1872-1879 : Oscar de Crombrugghe de Looringhe
- 1880-1884 : Louis Claeys
- 1884-1891 : Bernard Stael-Ampe
- 1891-1901 : Joannes Henderickx
- 1901-1915 : Charles Sys
- 1915      : Karel De Keyser
- 1915-1917 : Augustus Sys
- 1917-1918 : René Dewulf
- 1918-1921 : Charles Sys
- 1921-1930 : Hendrik Vandekerckhove
- 1930-1942 : Theodule Buysens
- 1942-1944 : Maurits Dekeyser (oorlogsburgemeester)
- 1944-1946 : Theodule Buysens
- 1946-1963 : Jozef Demeersseman
- 1963-1968 : Albéric Verscheure
- 1968-1970 : Paraïlde Stael, weduwe Albéric Verscheure
- 1971-1976 : Prosper Dupon